# Téléphérique de Bagnolet

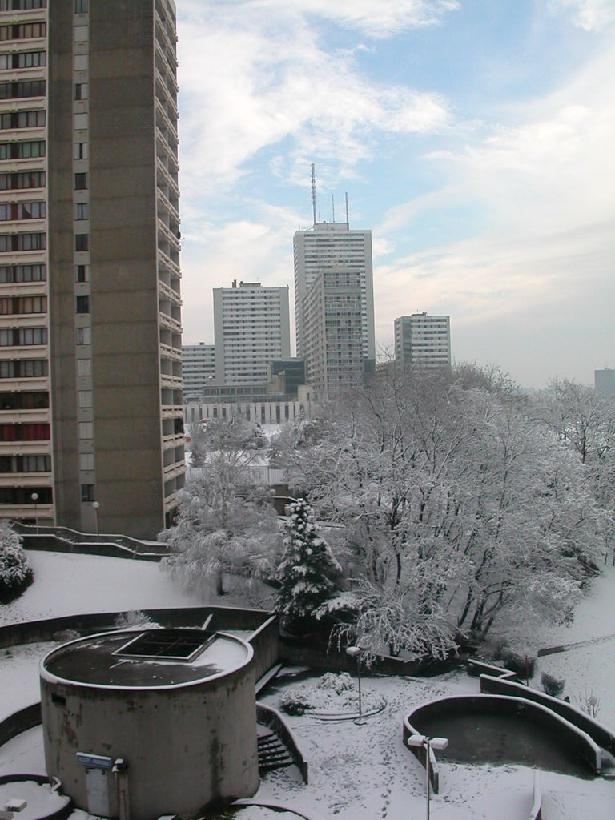
Les tours de la Noue à Bagnolet, sous la neige en 2004.

Le téléphérique de Bagnolet est un projet de téléphérique reliant le métro Gallieni aux hauteurs de Bagnolet (quartier de la Noue 48° 51′ 55″ N, 2° 25′ 46″ E), envisagé par la municipalité de Bagnolet afin de réduire le temps de trajet à deux minutes en lieu et place d'un réseau de bus jugé lent et inefficace. Il est aussi connu sous le nom de Métrocâble de Bagnolet.

## Histoire
Début 2008, le cabinet Egis Rail rend les conclusions d'une étude de faisabilité favorable. En 2010, le Syndicat des transports d'Île-de-France (STIF) ne s'est pas encore prononcé sur ce projet.
La ligne de bus RATP 122, qui relie le pôle Gallieni au plateau de la Noue, présente un parcours sinueux, allongeant le temps de transport malgré une assez faible distance. La création d'un téléphérique, liant directement ces deux pôles, permettrait un important gain de temps, le trajet en téléphérique étant estimé à deux minutes contre douze minutes en bus. De plus, la ligne survolerait le parc départemental des Guilands-Jean-Moulin, ce qui réduit les problèmes d'insertion urbaine.
Une installation comparable fonctionne à Medellín (Colombie) sur un dénivelé de 550 mètres en deux minutes.
Au vu de la fréquentation actuelle de la ligne de bus 122, une hypothèse basse de fréquentation du téléphérique se monte à 2 000 usagers quotidiens, soit 631 000 par an ; l'hypothèse haute atteint elle 2 950, soit 921 000 annuels.
Si le projet arrive à terme, il devrait assurer une capacité d'un million de voyageurs par an, soit 500 personnes par heure. Le coût total du projet est estimé à 8,5 millions d'euros.
En janvier 2011, le projet originel du maire évolue vers celui d'un transport urbain par câble ou métrocâble. Contrairement au téléphérique, il aurait une vocation intercommunale en reliant le terminus de la ligne 3 du métro à Romainville, où devrait passer le tramway T1 prolongé, via Montreuil, ce qui lui vaut d'être porté par la communauté d'agglomération Est Ensemble. Le parcours atteindrait 2,2 km et la ligne serait implantée sur le talus de l'autoroute A3.
Ce minimétro automatique circulerait à la vitesse de 40 km/h, perché à six mètres de hauteur. Il pourrait transporter 8 000 voyageurs à l'heure et compterait quatre stations : une à Bagnolet, deux à Montreuil et le terminus de Romainville.
Afin de rendre pertinente la solution par un téléphérique, le conseil général de la Seine-Saint-Denis a commandé une étude pour un prolongement de la ligne 3 du métro jusqu'à la Noue entre novembre 2011 et mai 2012. Lors de la présentation du contrat de développement territorial « Est Ensemble, la fabrique du Grand Paris » du 3 juin 2013, la solution d'une connexion par téléphérique est retenue au lieu de celle par métro.
En 2016, le coût est évalué à 20 millions d'euros pour une capacité de transport 10 000 personnes par jour.
À la fin de 2016, ce projet est mis « en pause ».